# 夜曲Op. 37 (蕭邦)
夜曲Op. 37是蕭邦的一組夜曲作品，於1840年出版。夜曲Op. 32, No. 2相信是於1839年與喬治·桑一起時在馬約卡島所作。這兩首作品未有獻給任何人。
最初這兩首作品被認為是較好的作品，但在20世紀其流行度已逐漸下降。但舒曼指出它們比早前的夜曲有着更簡潔的修飾和更寧靜的美態。

## Op. 37, No. 1
夜曲Op. 37, No. 1是G小調，4/4拍，延綿的行板（Andante sostenuto），共91小節長，為三段體。它在第41小節轉為降E大調，後又在第67小節轉回G小調。一名蕭邦的學生聲稱蕭邦忘記在第二部分標示較快的速度。

## Op. 37, No. 2

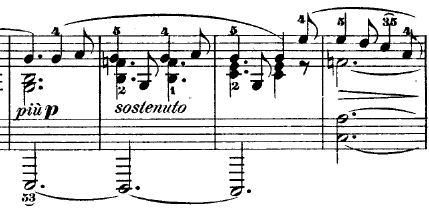
Op. 37, No. 2的第二主題

夜曲Op. 37, No. 2是G大調，6/8拍，小行板，139小節長。此曲以威尼斯船歌的曲式寫成，為ABABA形式。另外，此曲旋律以三度和六度和弦作旋律亦不尋常，因蕭邦的夜曲的旋律多以單音組成。但這旋律亦被認為是蕭邦其中一段最美麗的旋律。

## 外部連結
- 夜曲Op. 37：国际乐谱典藏计划上的乐谱
- Barbara Swanson對Op. 37, No. 1的分析 McMaster Music Analysis Colloquium, Volume 1, December 1999